# Nomada zamoranica
Nomada zamoranica är en biart som beskrevs av Cockerell 1949. Nomada zamoranica ingår i släktet gökbin, och familjen långtungebin. Inga underarter finns listade i Catalogue of Life.